# George Palade
George Emil Palade (Iaşi, 19 de noviembre de 1912-Del Mar, 8 de octubre de 2008) fue un biólogo celular nacido en Rumanía y naturalizado estadounidense. Fue miembro de la facultad de la Universidad Carol Davila de Bucarest hasta 1945, cuando fue a Estados Unidos por estudios postdoctorales. Ahí, se unió con su profesor Albert Claude en la Universidad Rockefeller. En 1974, compartió el Premio Nobel de Fisiología o Medicina con Albert Claude y Christian de Duve, por sus innovaciones en microscopía electrónica y fraccionamiento celular que en conjunto sentaron las bases de la biología celular molecular moderna a la estructura y funciones de los orgánulos en células biológicas. El descubrimiento más notable son los ribosomas del retículo endoplásmico, que describió por primera vez en 1955.
Palade también recibió la Medalla Nacional de Ciencias en las Ciencias Biológicas de los Estados Unidos, por "descubrimientos pioneros de una gran cantidad de estructuras fundamentales y altamente organizadas en células vivas" en 1986, y anteriormente fue elegido miembro de la Academia Nacional de Ciencias de los Estados Unidos, en 1961. En 1968 fue elegido como miembro honorario de la Royal Microscopical Society (HonFRMS). [8] y en 1984 fue elegido miembro extranjero de la Royal Society (ForMemRS) .

## Educación y primeros años
George Emil Palade nació el 19 de noviembre de 1912 en Iași , Rumania ; su padre era profesor de filosofía en la Universidad de Iași y su madre era profesora de secundaria. George E. Palade recibió su MD en 1940 de la Escuela de Medicina Carol Davila en Bucarest .

## Carrera e investigación
Palade fue miembro de la facultad de la Universidad Carol Davila hasta 1946, cuando viajó a los Estados Unidos [9] para realizar una investigación postdoctoral . Allí, se unió al profesor Albert Claude en el Instituto Rockefeller para la Investigación Médica . [9]
En 1952, Palade se convirtió en un ciudadano naturalizado de los Estados Unidos. Trabajó en el Instituto Rockefeller (1958–1973) y fue profesor en la Escuela de Medicina de la Universidad de Yale (1973–1990) y en la Universidad de California, San Diego (1990–2008). En UCSD, Palade fue profesor de medicina en residencia (emérito) en el Departamento de medicina celular y molecular, así como decano de asuntos científicos (emérito) en la Escuela de medicina de La Jolla, California. 
En 1970, fue galardonado con el Premio Louisa Gross Horwitz de la Universidad de Columbia, junto con Renato Dulbecco, ganador del Premio Nobel de Fisiología o Medicina de 1975 " por los descubrimientos sobre la organización funcional de la célula que fueron eventos seminales en el desarrollo de la biología celular moderna ". relacionado con su investigación previa llevada a cabo en el Instituto Rockefeller para la Investigación Médica. Su conferencia Nobel, pronunciada el 12 de diciembre de 1974, se tituló: "Aspectos intracelulares del proceso de secreción de proteínas" , publicada en 1992 por la Fundación del Premio Nobel. Fue elegido miembro honorario de la Academia Rumana en 1975. En 1981, Palade se convirtió en miembro fundador del Consejo Cultural Mundial. En 1988, también fue elegido miembro honorario de la Academia de Artes y Ciencias de Estados Unidos y Rumania (ARA).
Palade fue el primer presidente del Departamento de Biología Celular en la Universidad de Yale. En la actualidad, la Cátedra de Biología Celular en Yale es nombrada "Pasantía de George Palade".
En el Instituto Rockefeller para la Investigación Médica, Palade utilizó microscopía electrónica para estudiar la organización interna de estructuras celulares tales como ribosomas , mitocondrias, cloroplastos, el aparato de Golgi y otros. Su descubrimiento más importante se realizó utilizando una estrategia experimental conocida como análisis de búsqueda de pulsos . En el experimento, Palade y sus colegas pudieron confirmar una hipótesis latente de que existe una vía secretora y que el Rough ER y el aparato de Golgi funcionan juntos.
Se centró en los cuerpos de Weibel-Palade (un orgánulo de almacenamiento exclusivo del endotelio, que contiene el factor de von Willebrand y varias proteínas) que describió junto con el anatomista suizo Ewald R. Weibel . [17]
El siguiente es un extracto conciso de la Autobiografía de Palade que aparece en los documentos del Premio Nobel [9]
"En la década de 1960, continué el trabajo sobre el proceso de secreción utilizando en paralelo o en sucesión dos enfoques diferentes. El primero se basó exclusivamente en el fraccionamiento celular y se desarrolló en colaboración con Philip Siekevitz , Lewis Joel Greene , Colvin Redman , David Sabatini y Yutaka Tashiro; condujo a la caracterización de los gránulos de zimógeno y al descubrimiento de la segregación de productos secretores en el espacio cisternal del retículo endoplasmático. El segundo enfoque se basó principalmente en la radioautografía e involucró experimentos en animales intactos o cortes pancreáticos que se llevaron a cabo en colaboración con Lucien Caro y especialmente con James Jamieson. Esta serie de investigaciones produjo una buena parte de nuestras ideas actuales sobre la síntesis y el procesamiento intracelular de proteínas para la exportación. Una revisión crítica de esta línea de investigación se presenta en la Conferencia Nobel ". [13]
Se observa también que el Premio Nobel de Química se otorgó en 2009 a los Dres. Venkatraman Ramakrishnan , Thomas A. Steitz y Ada E. Yonath " para estudios de la estructura y función del ribosoma ", descubierto por el Dr. George Emil Palade. [18]

## Vida personal
A Palade le sobreviven su esposa Marilyn Farquhar , una bióloga celular en la Universidad de California en San Diego , y una hija y un hijo de su primer matrimonio. [19]